# Halfstok

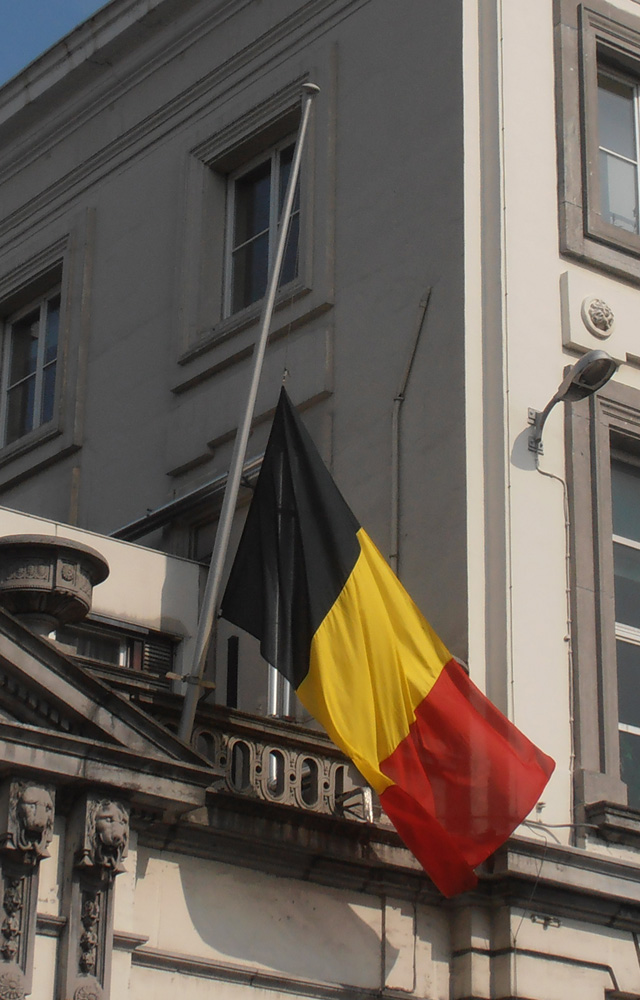
De Belgische vlag halfstok

Een vlag die halfstok wordt gehangen is een (nationale) vlag die niet aan de top van de vlaggenmast, maar slechts tot ongeveer de helft of 2/3 van de hoogte wordt gehesen en daar uitgehangen. Dit is een teken van rouw. Symbolisch hangt de onzichtbare vlag des doods boven de vlag die halfstok is gehangen.

## België
Op 17 februari 1934 kwam Koning Albert I in Marche-les-Dames om het leven na een val van een rotspartij. Na het overlijden van Koningin Astrid anderhalf jaar later besloot men om voortaan elk jaar op 17 februari de vlag van België halfstok te hijsen, ter nagedachtenis van alle overleden leden van de Belgische koninklijke familie.

## Nederland

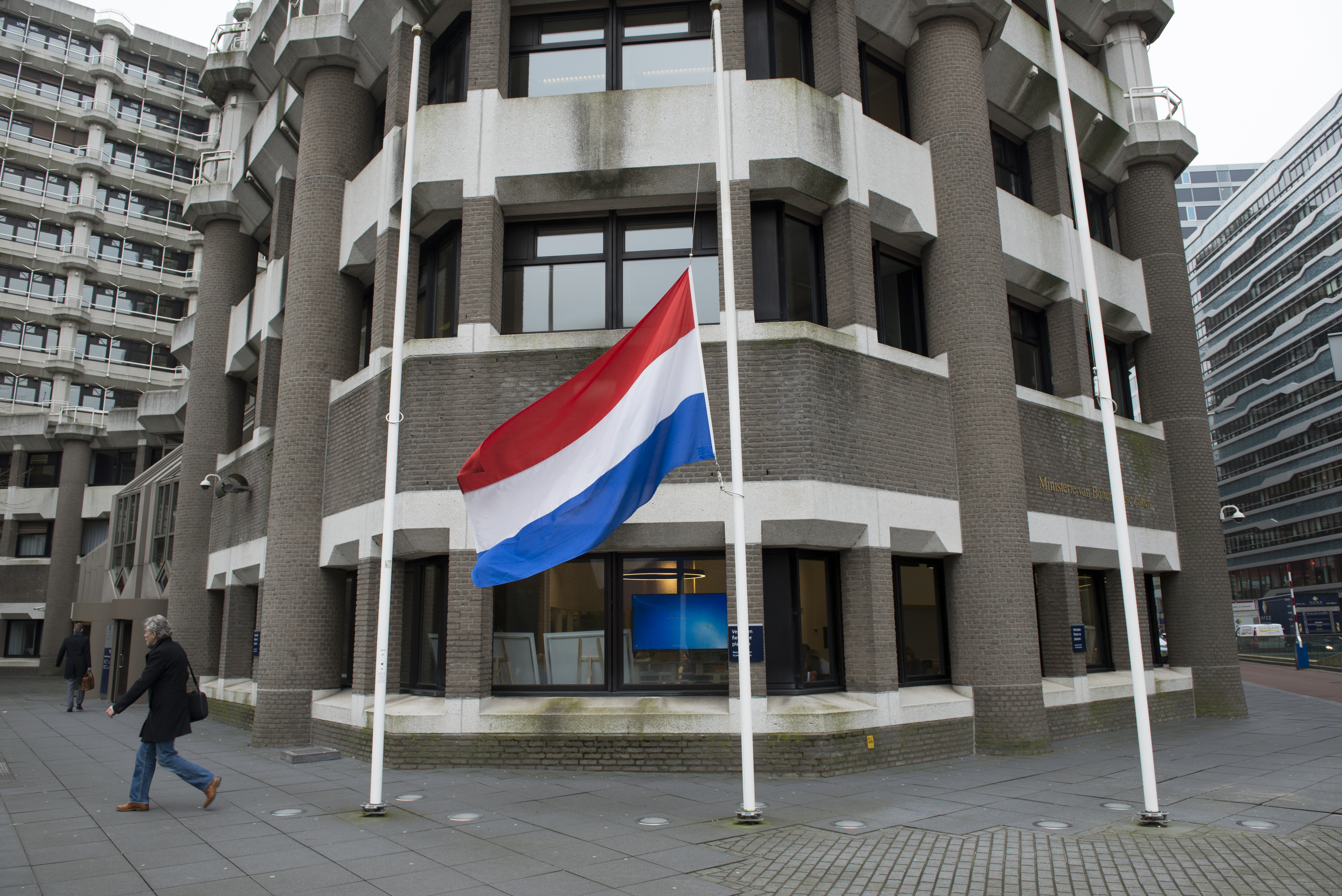
De Nederlandse vlag halfstok bij het ministerie van Buitenlandse Zaken in Den Haag, na de terroristische aanslagen in Brussel in 2016

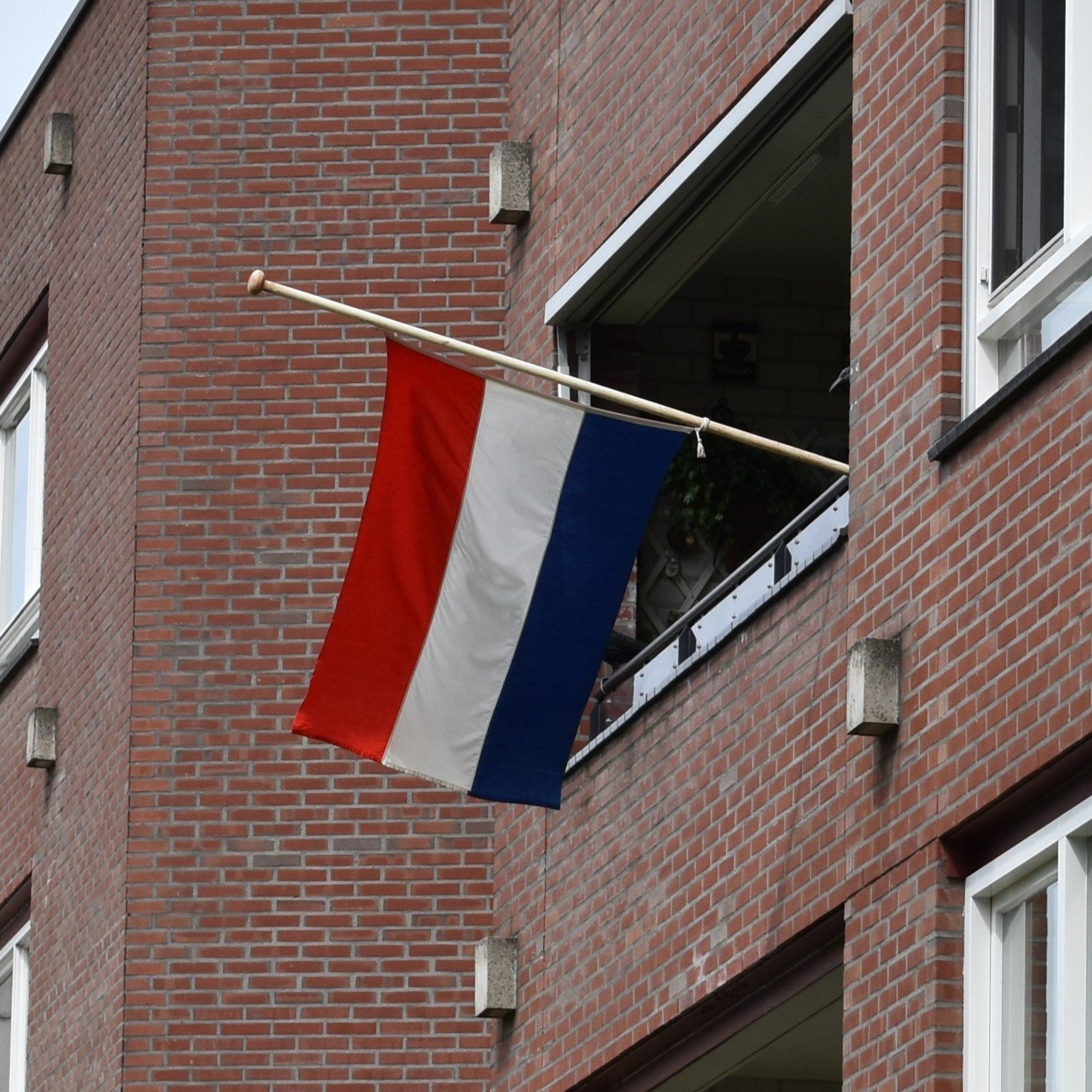
De Nederlandse vlag halfstok vanwege de Dodenherdenking op 4 mei

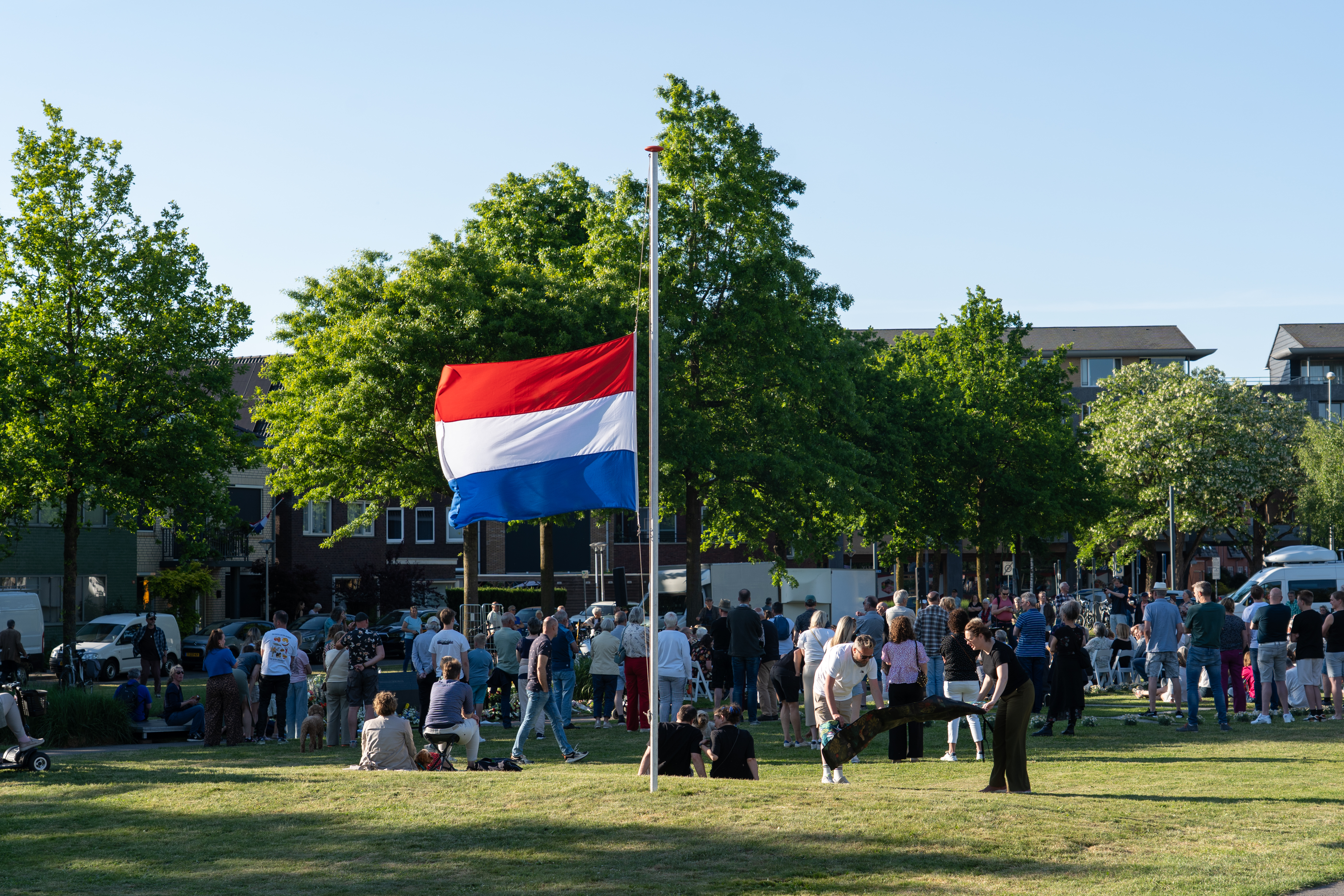
Nederlandse vlag halfstok bij 25-jarige herdenking in 2025 van de vuurwerkramp in Enschede.

In Nederland wordt de nationale driekleur zonder oranje wimpel op rijksgebouwen halfstok gehesen:
- bij het overlijden van een lid van het Koninklijk Huis voorafgaand aan een bijzetting, behalve op een tussenliggende zondag;
- op nationale herdenkingsdagen zoals op 4 mei (Dodenherdenking); de regering stelt van tevoren specifieke regels vast met betrekking tot de uren waarop halfstok gevlagd moet worden. Van 1994 tot 2001 werd op Dodenherdenking, tijdens het spelen van het Wilhelmus na het in acht nemen van de twee minuten stilte om 20.00 uur, de vlag in top gehesen. Tegenwoordig mag de vlag tot zonsondergang (wanneer zij wordt gestreken, op 4 mei rond 21.10 uur) halfstok blijven hangen. Tijdens de dodenherdenking dient de vlag na 18.00 uur buiten gehangen te worden.
- als de minister-president een bijzondere vlaginstructie uitgeeft (bijvoorbeeld na de mislukte aanslag op het Koninklijk Huis op Koninginnedag 2009).

Voor particulieren wordt dezelfde wijze aanbevolen.

### Bijzondere vlaginstructies
De minister-president heeft bijzondere vlaginstructies uitgevaardigd:
- 30 april 2009 - naar aanleiding van de aanslag op Koninginnedag.[4]
- 12 mei 2010 - naar aanleiding van het vliegtuigongeluk in Libië.[5]
- 20 april 2011 - naar aanleiding van de schietpartij in Alphen aan den Rijn.[6]
- 16 maart 2012 - naar aanleiding van het busongeval in Sierre.[7]
- 16 augustus 2013 - naar aanleiding van de begrafenis van Zijne Koninklijke Hoogheid prins Friso.[8]
- 18 juli 2014 - naar aanleiding van het neerstorten van vlucht MH17 in Oekraïne.[9]
- 23 juli 2014 - voor de dag van nationale rouw naar aanleiding van vliegtuigramp in Oekraïne.[10]
- 10 november 2014 - voor de nationale herdenking naar aanleiding van vliegtuigramp in Oekraïne.[11]
- 17 juli 2015 - 1 jaar na de vliegtuigramp in Oekraïne.[12]
- 16 november 2015 - naar aanleiding van de aanslagen in Parijs.[13]
- 24 maart 2016 - naar aanleiding van de aanslagen in Brussel[14]
- 19 maart 2019 - naar aanleiding van de aanslag in Utrecht
- 4 mei 2020 - in verband met 75 jaar herdenking/bevrijding mag de vlag van zonsopgang tot zonsondergang halfstok gehangen worden.[15]

## Saoedi-Arabië

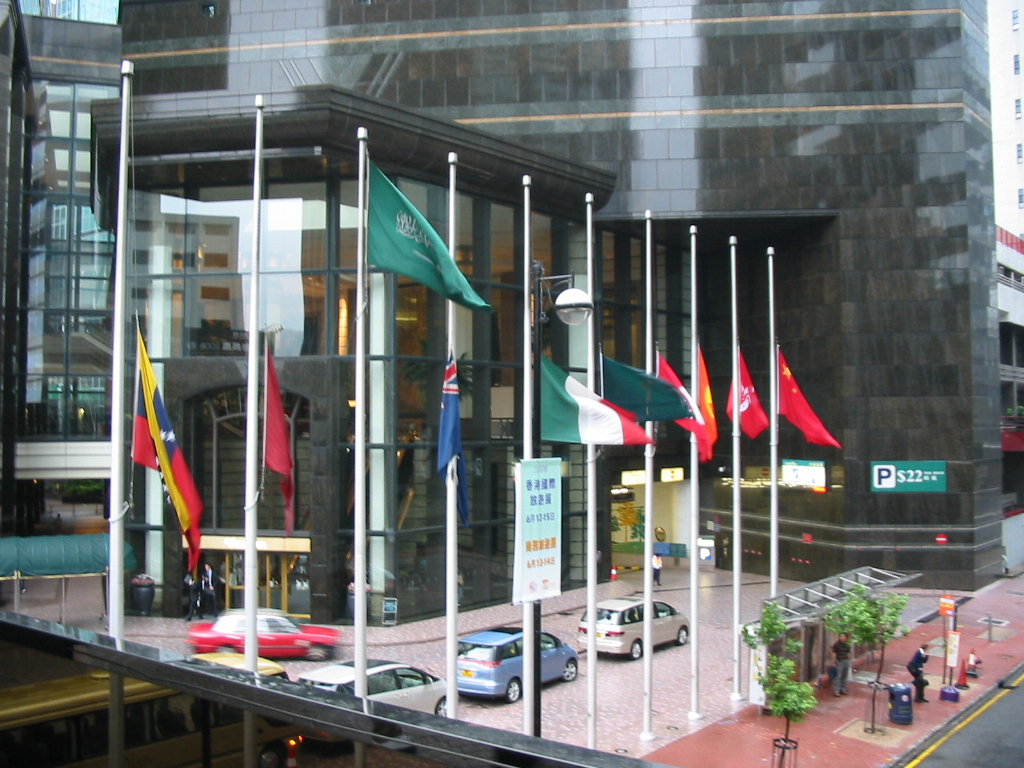
De vlag van Saoedi-Arabië op Central Plaza (Hong Kong), als enige niet halfstok

De vlag van Saoedi-Arabië mag nooit halfstok gehesen worden. De vlag toont de sjahada, de getuigenis dat er slechts één godheid is. De vlag zal ook nooit als teken van rouw op halfstok gehesen worden.

## Verenigde Staten
In de Verenigde Staten mag de nationale vlag niet lager hangen dan meer lokale vlaggen, zoals die van de staat of gemeente. Daarom moet deze ook als eerste gehesen en als laatste afgehaald worden. Vlaggen van andere naties mogen wel hoger hangen. Alleen de president of de gouverneur van een staat mag het bevel geven om de nationale vlag halfstok te hangen. 
Er zijn in de VS vijf dagen in het jaar waarop de nationale vlag halfstok moet hangen:
- 15 mei,  Peace Officers Memorial Day, de nationale herdenking van overleden politieagenten
- Laatste maandag van mei, Memorial Day
- 11 september, Patriot Day
- zondag in de week van 9 oktober, Fire Prevention Week, de nationale herdenking van aan hen die in een brand zijn overleden
- 7 december, National Pearl Harbor Remembrance Day, herdenking van de aanval op Pearl Harbor

Daarnaast is het ook noodzakelijk dat de vlag halfstok gehesen wordt bij het overlijden van de huidige of voormalige president, de zittende vicepresident, zittende opperrechter of zittende voorzitter van het Huis van Afgevaardigden.

## Wijze van halfstokhangen
Officieel halfstokhijsen van de vlag wordt op de volgende wijze gedaan:
- De vlag wordt eerst in top gehesen; daarna wordt ze plechtig neergehaald, totdat het midden van de vlag op de helft van de masthoogte is gekomen. Daarna wordt de lijn vastgemaakt.
- Bij het neerhalen wordt de vlag eerst plechtig in top gehesen en daarna op dezelfde wijze neergehaald.
- Bij halfstok vlaggen kan de vlag vrij wapperen, behalve wanneer het doek het verkeer hindert: dan wordt de vlag licht gebonden.

## Koninklijke standaard
Een koninklijke standaard kan niet halfstok worden gehesen. Een zwarte wimpel kan in Nederland de rouw verbeelden.
In Groot-Brittannië leverde dit in 1997 na het overlijden van Diana, prinses van Wales, een discussie op. Koningin Elizabeth II bleef staan op de traditie om de standaard niet halfstok te laten gaan, terwijl het volk het een belediging vond dat overal de Union Jack halfstok werd gehangen, maar op Buckingham Palace de koninklijke standaard voluit wapperde. Het is echter protocol dat op Buckingham Palace de koninklijke standaard wappert wanneer de koning in het paleis aanwezig is. Omdat een koninklijke standaard nooit halfstok kan hangen, was het uitgesloten om op Buckingham Palace de koninklijke standaard halfstok te hangen. Als compromis werd onmiddellijk na het vertrek van de vorstin voor de uitvaartdienst de koninklijke standaard gestreken, zoals de gewoonte voorschrijft bij vertrek, en werd de Union Jack halfstok gehesen.